# Elymnias decolorata
Elymnias decolorata är en fjärilsart som beskrevs av Hans Fruhstorfer 1907. Elymnias decolorata ingår i släktet Elymnias och familjen praktfjärilar. Inga underarter finns listade i Catalogue of Life.